# Hoața (film)
Hoața (titlu original: Burglar) este un film americano-canadian de comedie din 1987 regizat de Hugh Wilson și scris de Jeph Loeb. Rolurile principale au fost interpretate de actorii Whoopi Goldberg și Bobcat Goldthwait.

## Distribuție
- Whoopi Goldberg – Bernice "Bernie" Rhodenbarr
- Bobcat Goldthwait – Carl Hefler
- G. W. Bailey – Ray Kirschman
- Lesley Ann Warren – Dr. Cynthia Sheldrake
- James Handy – Carson "Johnny" Verrill
- Anne De Salvo – Detective Todras
- John Goodman – Detective Nyswander
- Stephen Shellen – Christopher Marshall
- Elizabeth Ruscio – Frankie
- Vyto Ruginis – K.E. Graybow
- Larry Mintz – Vincent "Knobby" DiCarno
- Jo Anna March – Mrs. Kirschman
- Raye Birk – The Jogger
- Nathan Davis – Mr. Paggif, Pawnshop Owner
- Spike Sorrentino – Chief of Detectives
- Eric Poppick – Deliveryman
- Scott Lincoln – Man In Cadillac
- Thom Bray – Shoplifter In Bookstore
- Brett Marx – Dental Hygienist
- Gary Hershberger – Young Officer
- Mike Pniewski – Man In Grey Uniform #1
- Ethan Phillips – Barman (nemenționat)